# Sphaerodactylus graptolaemus
Sphaerodactylus graptolaemus е вид влечуго от семейство Sphaerodactylidae. Видът не е застрашен от изчезване.

## Разпространение и местообитание
Разпространен е в Коста Рика и Панама.
Обитава гористи местности, крайбрежия и плажове в райони с тропически климат.

## Описание
Популацията на вида е стабилна.